# Aleksandra Kotlyarova
Aleksandra Kotlyarova (ur. 10 października 1988 w Samarkandzie) – uzbecka lekkoatletka specjalizująca się w trójskoku i skoku w dal, uczestniczka igrzysk olimpijskich.
Bez większych sukcesów startowała na międzynarodowych imprezach juniorskich. Finalistka konkursów trójskoku i skoku w dal podczas halowych igrzysk azjatyckich i mistrzostw Azji z 2009. Bez powodzenia startowała na halowych mistrzostwach świata w Dosze (2010). W tym samym roku zajęła 4. miejsce w trójskoku i 11. w skoku w dal podczas igrzysk azjatyckich w Kantonie. W 2011 odpadła w eliminacjach konkursu trójskoku na światowym czempionacie w Daegu. W 2012 nie przeszła przez eliminacje podczas halowych mistrzostw świata i igrzysk olimpijskich. W 2013 zdobyła srebro mistrzostw Azji w trójskoku. Halowa wicemistrzyni Azji z Hangzhou (2014). W tym samym roku sięgnęła po srebro igrzysk azjatyckich w Incheon. Złota medalistka mistrzostw Uzbekistanu.

## Osiągnięcia
| Rok  | Impreza                               | Konkurencja | Miejsce    | Lokata            | Wynik (m) |
| ---- | ------------------------------------- | ----------- | ---------- | ----------------- | --------- |
| 2005 | Mistrzostwa świata juniorów młodszych | Marrakesz   | skok w dal | el. – 19. miejsce | 5,85      |
| 2006 | Mistrzostwa świata juniorów           | Pekin       | skok w dal | el. – 28. miejsce | 5,39      |
| 2009 | Halowe igrzyska azjatyckie            | Hanoi       | skok w dal | 4. miejsce        | 6,26      |
| 2009 | Halowe igrzyska azjatyckie            | Hanoi       | trójskok   | 5. miejsce        | 13,58     |
| 2009 | Mistrzostwa Azji                      | Kanton      | skok w dal | 4. miejsce        | 6,23      |
| 2009 | Mistrzostwa Azji                      | Kanton      | trójskok   | 4. miejsce        | 13,94     |
| 2010 | Halowe mistrzostwa świata             | Doha        | trójskok   | el. – 14. miejsce | 13,45     |
| 2010 | Igrzyska azjatyckie                   | Kanton      | skok w dal | 11. miejsce       | 6,00      |
| 2010 | Igrzyska azjatyckie                   | Kanton      | trójskok   | 4. miejsce        | 13,73     |
| 2011 | Mistrzostwa Azji                      | Kobe        | skok w dal | 8. miejsce        | 6,16      |
| 2011 | Mistrzostwa świata                    | Daegu       | trójskok   | el. – 24. miejsce | 13,78     |
| 2012 | Halowe mistrzostwa świata             | Stambuł     | trójskok   | el. – 13. miejsce | 13,95     |
| 2012 | Igrzyska olimpijskie                  | Londyn      | trójskok   | el. – 28. miejsce | 13,55     |
| 2013 | Mistrzostwa Azji                      | Pune        | trójskok   | 2. miejsce        | 13,89     |
| 2014 | Halowe mistrzostwa Azji               | Hangzhou    | trójskok   | 2. miejsce        | 13,45     |
| 2014 | Igrzyska azjatyckie                   | Incheon     | trójskok   | 2. miejsce        | 14,05     |
| 2015 | Mistrzostwa Azji                      | Wuhan       | trójskok   | 4. miejsce        | 13,40     |

## Rekordy życiowe
- Skok w dal – 6,43 (2011)
- Skok w dal (hala) – 6,46 (2010)
- Trójskok – 14,35 (2011)
- Trójskok (hala) – 14,01 (2012)